# 李二喜
李二喜（1920年—2010年3月26日），山西灵丘县人。

## 生平
抗日战争爆发后加入八路军。1939年11月4日，在黃土岭战鬥中，18岁的李二喜用迫击炮击毙了日军独立混成第二旅团长「名将之花」阿部规秀。
1952年转业至广东工作，1982年于曲江县民政局长位上离休。
2010年3月26日晚，李二喜于广东韶关粤北人民医院病逝。